# 牟呂用水

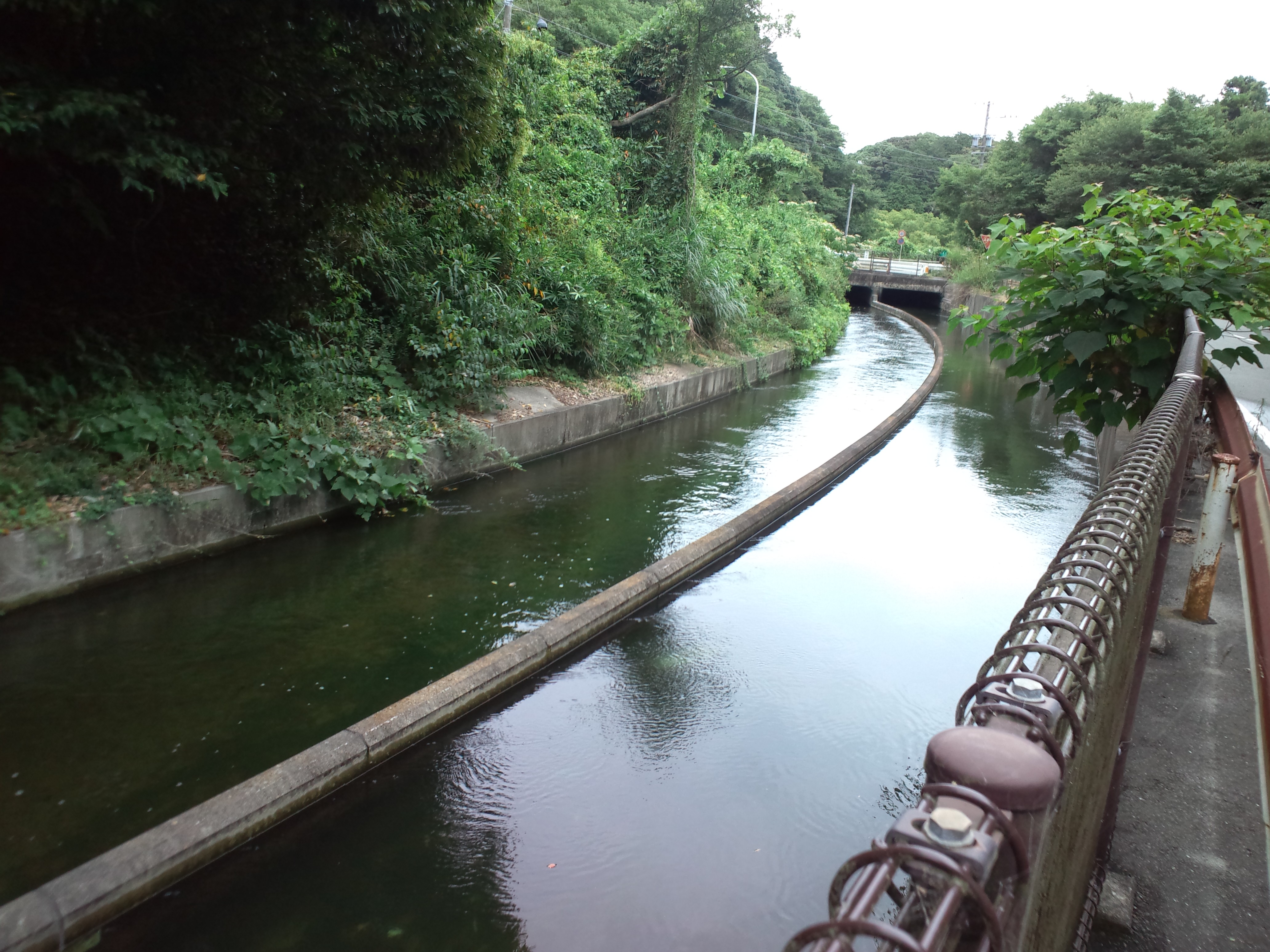
牟呂用水（豊橋市賀茂町）

牟呂用水（むろようすい）は、愛知県東部を流れる農業用水路。豊川を取水源とし、豊川左岸の一部地域を灌漑する。

## 地理（牟呂用水）

### 牟呂用水
愛知県新城市一鍬田の牟呂松原頭首工から取水し、豊橋市牟呂地区の神野新田をうるおす。明治時代に開削された。
当初は、豊橋市賀茂町までの賀茂用水であったが、神野新田開発に伴い、用水路を延長し現在に至る。豊橋市街地を流れる部分は、地元では新川（しんかわ）とも呼ばれている。最終区間の牟呂地区で神野新田への分流を分けた後、牟呂市場町で柳生川に合流する。正式名称は「牟呂松原用水牟呂幹線水路」。

### 年表
- 1884年（明治17年）：八名郡八名井村、金澤、加茂村の3ヶ村の間で加茂用水を計画する。
- 1887年（明治20年）7月：八名井村の一鍬田の宇利川から下流の加茂村まで約8Kmの加茂用水が完成するが、9月の台風で壊れる。
- 1888年（明治21年）4月：毛利新田（後の神野新田）の堤防工事が開始、6月に毛利祥久が加賀用水を牟呂村まで16Km延長し牟呂用水として完成させる。
- 1890年（明治23年）5月：毛利新田の堤防が完成し、この年に牟呂用水で灌漑して稲が作付された。
- 1891年（明治24年）10月：濃尾大地震で毛利新田も牟呂用水も堤防が壊れる。
- 1892年（明治25年）9月：台風の高潮で毛利新田の堤防と牟呂用水が壊されるが、特に毛利新田は壊滅的であった。
- 1893年（明治26年）4月：神野金之助が毛利新田と牟呂用水を買い取り、6月から堤防工事を始め、同年完成する。
- 1894年（明治27年）3月：牟呂用水の修理を始める、服部長七発明の人造石を使用し、宇利川を横切る水路は神野三郎考案の自在運転樋とした。
- 1895年（明治28年）9月：豊橋電燈株式会社が牟呂村大西の大海津にある牟呂用水の落差を使って水力発電所を建設した。
- 1901年（明治34年）9月：渥美郡花田、吉田方、牟呂村に分水するようなり、灌漑する総水田面積は1,238町歩となる。
- 1959年（昭和34年）：牟呂用水と松原用水が統合された。
- 1963年（昭和38年）：牟呂用水と松原用水の合口工事が始まる。
- 1968年（昭和43年）5月：頭首口、並びに牟呂松原用水が完成する。

## 地理（松原用水）

### 松原用水
愛知県豊橋市賀茂町の松原分水工（県営かんがい用水事業での呼称は「照山分水工」であり、水資源機構のホームページでも現在そう記載されているが、現地の銘板には「松原分水工」と刻まれている。豊川用水二期事業で改築された際の図面記載は「松原分水工」）にて牟呂用水より分岐し、豊川市豊津町から豊川の右岸を流れ、豊川放水路と分流堰付近で交差し豊橋市大村町を過ぎた所で豊川に合流する。元は、豊川市松原町に頭首工のあった別の用水路であったが、頭首工改築に際し、一鍬田の頭首工の設備強化をして、牟呂用水と一体運用とした。正式名称は「牟呂松原用水松原幹線水路」。開削時期については諸説ある。
また、松原用水土地改良区の碑文には永禄10年酒井忠次によって開削、明治24年の三河国宝飯郡誌には「天文年中内藤弥太夫（大村内藤慶市氏ノ祖先）自ラ発起シ、八名郡橋尾村地内ニ堰ヲ創築セリ」と記載されているが、それらを裏付ける同時代史料は見いだされていない。

### 逸話
松原用水の逸話
松原用水は豊川を水源としており、その歴史は古くて16世紀まで遡る。
松原用水の公式記録は室町時代の末、1567年（永禄10年）に当時の吉田藩（現在の豊橋市）主の酒井忠次が橋尾村（現在の豊川市）の豊川に堰を築き、大村に水を引いて来たのが最初とされている。
このことは豊川市行明町の松原用水土地改良区事務所内にある碑文に書かれているが、起源に付いては記録が見つかっておらず、2つの逸話として残っている。

#### 逸話の1
豊川の水を引こうとと8人の農民が本宮山に登り、工事の実施に付いて具体化したら、工事の話を聞いた人より、「下流に水が流れなくなる」と反対の声が上がり、夜間に人目に付かない様提灯の光を頼りに測量を行った。
そして堰の工事の段になったが、豊川の流れが激しく工事が進まないので8人が人柱になると、ようやく堰を築くことができ、水路に豊川の水を取り込むことができた。

#### 逸話の2
水路は完成し堰も出来たが、なぜか下流までは1滴の水も流れなかったため、8人は責任を取らされて堰の前で役人により打ち首の刑となった。
するとたちまち一天にわかにかに曇り、3日3晩大雨が降り水路に水が満ちて総ての田に水が行き渡ったが、あたかも、8人の血潮が水となり下流まで流れたと「うわさ」となった。
松原用水の終点である豊橋市大村町の八所神社に、8人が祭られていると言い伝えられているが、8人の記録は発見されていない。

## 世界かんがい施設遺産に登録
2017年（平成29年）10月11日、国際かんがい排水委員会（ICID）国際執行理事会がメキシコのメキシコシティーで開催され、世界かんがい施設遺産に松原用水・牟呂用水が登録された。